# Портрет Мухаммеда Дервиш-хана
«Портрет Мухаммеда Дервиш-хана» (фр. Portrait de Mahomet Dervisch-Kam) — портрет, написанный в 1788 году французской художницей Элизабет Виже-Лебрен. Мухаммед Дервиш-хан был одним из трёх послов при французском дворе, посланных Типу Султаном. Портрет был выставлен на Парижском салоне 1789 года.

## Сюжет и описание

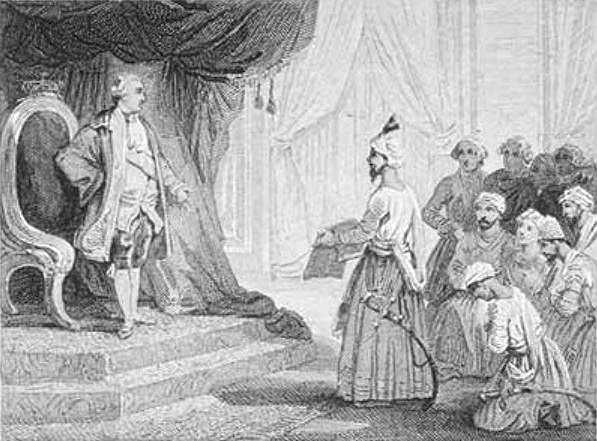
Людовик XVI принимает послов от Типу Султана в 1788 году. Гравюра XIX века.

16 июля 1788 года, почти за год до дня штурма Бастилии, три посла из Майсура (Индия), прибыли в Париж. Мухаммед Дервиш-хан, ведущий посол, вместе с учёным Акбаром Али-ханом и старшим Мухаммедом Усман-ханом, были посланы правителем Майсура Типу Султаном (1750—1799), который искал поддержки Людовика XVI в попытке изгнать британцев из Индии, не зная, что власть короля начинает рассыпаться, и что вкус короля к экстравагантным иностранным товарам по сравнению с товарами, сделанными во Франции, вызывает напряжённость в стране. В нестабильной предреволюционной обстановке прибытие трёх послов, тем не менее, произвело сенсацию в Париже, поскольку они направились в Версаль, где местные газеты, такие как Журналь де Пари, почти ежедневно сообщали о местонахождении послов.
Придворная художница Элизабет Виже-Лебрен, которая была на пике своей славы и влияния среди могущественной элиты Парижа и Версаля, увидела послов в Опере. Она вспоминала об этой встрече: «Я видела этих индийцев в опере, и они показались мне настолько удивительно живописными, что я подумала, что хочу их нарисовать. Но когда они сообщили своему переводчику, что никогда не позволят рисовать себя, если только не поступит запрос от Короля, мне удалось добиться этого благоволения от Его Величества».
После того, как поступил запрос от короля, послы согласились позировать для Виже-Лебрен в своём отеле в Париже. Виже-Лебрен изобразила Дервиш-хана «стоящим, положившим руку на кинжал». Портрет отражает восприятие француженкой могущественного индийского мужчины. Интенсивность, с которой изображён Дервиш-хан, не имеет аналогов в творчеестве художницы. Элемент жестокости в портрете сглаживается элегантностью и величием костюма. Дервиш-хан изображён в традиционном костюме из индийских тканей, которые вошли тогда во французскую моду. Этот прозрачный многослойный белый муслин напоминает сорочку, в котором изображена Мария-Антуанетта на скандальном портрете, написанном художницей в 1783 году.
Однако скандал только разгорался. Когда картина высохла, Виже-Лебрен послала за работами, но получила отказ: Дервиш-хан спрятал свой портрет за кроватью. Находчивая художница уговорила своего слугу украсть его и только позже узнала, что Дервиш-Хан тогда был готов убить слугу за это. Дервиш-хан успокоился только тогда, когда его ложно заверили, что портрет нужен королю. После возвращения в собственность Виже-Лебрен, картина была выставлена в Салоне 1789 года и встречена с огромным любопытством и одобрением критиков. В октябре, однако, Виже-Лебрен бежала из Парижа в Италию, опасаясь за свою жизнь после того, как толпы вторглись в Версаль. После этого картина в следующий раз появилась лишь на распродаже поместья её мужа.

## История
«Портрет Мухаммеда Дервиш-хана», первого посла де Типпо-султана, был показан на Парижском салоне 1789 года в отсутствие художницы, вместе с написанным Виже-Лебрен ещё более высоким монументальным портретом Мухаммеда Усман-хана, второго посла Типу Султана (местонахождение полотна неизвестно). Обе картины вызвали большое восхищение благодаря тому, что послы устроили настоящую сенсацию своим прибытием в 1788 году. Дервиш-хан же встретил ещё более роковую кончину. Посольство не достигло своей цели по договору с Францией, и по возвращении в Майсур все послы были обезглавлены за свою неудачу. Это придало обеим картинам ещё большую привлекательность из-за их мрачного символизма.
«Портрет Мухаммеда Дервиш-хана» был показан на выставке 2004 года «Встречи: встреча Азии и Европы 1500—1800» в Музее Виктории и Альберта, где впервые привлёк международное внимание как необычно монументальный портрет человека из Майсура.
В 2019 году портрет был продан на аукционе Сотбис за рекордную сумму для картин Виже-Лебрен в 7 185 900 долларов США.